# Oldsmobile 20
La Model 20 è un'autovettura compact prodotta dall'Oldsmobile nel 1909. Dato che Oldsmobile era un marchio appartenente alla General Motors, la Model 20 derivava da vetture compatte Buick.

## Storia
La Model 20 era dotata di un motore a valvole laterali e quattro cilindri in linea da 2.704 cm³ di cilindrata che erogava 22 CV di potenza. Il propulsore era anteriore, mentre la trazione era posteriore. Il moto alle ruote posteriori era trasmesso tramite un albero di trasmissione. Il cambio era a tre rapporti con leva posizionata a destra del guidatore.
Il freno a pedale agiva sull'albero motore, mentre il freno di stazionamento operava tramite tamburo sulle ruote posteriori. La Model 20 era disponibile con un solo tipo di carrozzeria, torpedo quattro porte. I fanali erano ad acetilene.
Su un totale di 6.575 veicoli prodotti dall'Oldsmobile nel 1909, 5.325 erano Model 20. Tuttavia, il modello di volume uscì di listino l'anno successivo senza essere sostituito.